# ريان دونالدسون
ريان دونالدسون (بالإنجليزية: Ryan Donaldson)‏ هو لاعب كرة قدم بريطاني، ولد في 1 مايو 1991 في نيوكاسل أبون تاين في المملكة المتحدة. شارك مع منتخب إنجلترا تحت 17 سنة لكرة القدم ومنتخب إنجلترا تحت 19 سنة لكرة القدم. أما مع النوادي، فقد لعب مع كامبريدج يونايتد ونادي ترانمير روفرز لكرة القدم ونادي هارتلبول يونايتد ونيوكاسل يونايتد.

## وصلات خارجية
- ريان دونالدسون على موقع قاعدة بيانات كرة القدم.إي يو (الإنجليزية)
- ريان دونالدسون على موقع Soccerbase.com (لاعب) (الإنجليزية)
- ريان دونالدسون على موقع Soccerway.com (الإنجليزية)
- ريان دونالدسون على موقع عالم كرة القدم.نت (الإنجليزية)